# Natiestaat

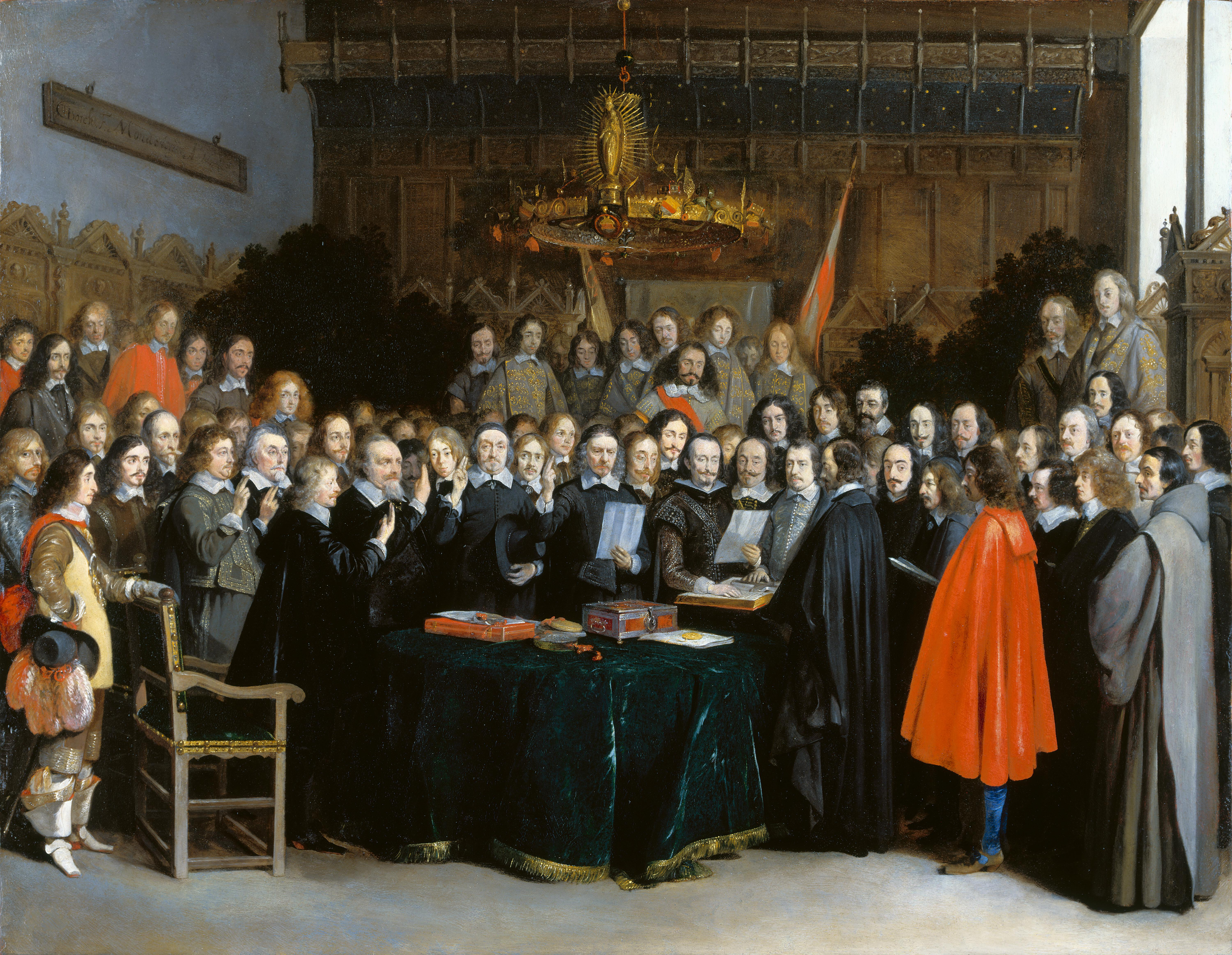
Het begrip 'natiestaat' werd voor het eerst gebruikt bij het sluiten van de Münsterse vrede in 1648

Een natiestaat of nationale staat is een staat met één dominante natie, waarmee een soeverein territorium wordt geboden aan een bepaalde natie en haar culturele identiteit. Binnen deze staat kunnen ook minderheden leven met een andere nationale of etnische identiteit. Buiten de staatsgrenzen kunnen degenen die weliswaar tot de natie behoren, maar niet op het grondgebied van de betreffende staat wonen, op hun beurt ook weer zulke minderheden vormen. Hierin ligt een potentiële oorzaak van strijd tussen natiestaten: het streven naar annexatie van gebied waar leden van de eigen natie wonen, en het verwijderen van minderheden die de nationale samenhang in de eigen staat bedreigen, middels etnische zuivering.
Het stichten van een natiestaat en een nationale staatsordening vormden het streven van het 19e-eeuwse nationalisme. Dit nationalisme was om te beginnen een uitdrukking van de politieke emancipatie van het volk, tegenover de macht van de toenmalige, deels nog feodale bovenlaag. Deze maatschappelijke elite nam, toen de aantrekkingskracht van de emancipatiebeweging bleek, en vooral na de democratische revoluties in het jaar 1848, om haar machtspositie te behouden gaandeweg het voortouw in de nationalisering van de door hen gedomineerde samenleving. Zij werd zodoende een nationale elite, die met de middelen, met name volksonderwijs, die de natiestaat haar gaf 'het volk' een nationale identiteit aanleerde. Dit proces werd verder begunstigd door de moderne communicatiemiddelen van de massamedia en de massa-mobiliteit.
Er bestaan grofweg twee visies over de oorsprong en vorm van de natiestaat, en wat haar primair bepaalt:
- de natiestaat als culturele gemeenschap, een visie die zich in Midden-Europa heeft verwezenlijkt;
- de natiestaat als politieke gemeenschap, een visie die berust op de vestiging van de Franse Republiek, na de Grote Revolutie (1790-1810).

## Hedendaagse natiestaten

### Volwaardige natiestaten
In de hedendaagse wereld zijn slechts weinig landen die volledig aan de voorwaarden voldoen om een natiestaat te zijn. Eilandnaties, zoals IJsland, komen hier meestal het dichtst bij, aangezien zij een natuurlijke grens hebben en er geen andere minderheden op hetzelfde eiland wonen.
Nederland en Vlaanderen zijn wat de autochtone bevolking betreft een twijfelgeval; sommigen menen dat de Vlamingen taalkundig, historisch en cultureel met de Nederlanders in één historische natie verbonden zijn (zie Grootneerlandisme). Aan de andere kant is Nederland geen taalkundige eenheid, omdat er naast Nederfrankisch ook van oudsher Nedersaksisch en Fries in het noorden en oosten van het land wordt gesproken. Dit Nedersaksisch is overigens een brede variëteit aan dialecten waarvan de sprekers hun variant vaak, maar niet altijd, als Nederlandse dialecten beschouwen doordat sprekers vaak onbekend zijn met de term Nedersaksisch. Dat is weer niet het geval met het Fries dat in het noorden van Nederland wordt gesproken.

### 'Halve' natiestaten
De nationale staten die na de Eerste Wereldoorlog in Midden-Europa werden gevestigd, waren halve natiestaten in die zin dat zij zeer grote minderheden van een andere etnische, of pregnanter een andere nationale, signatuur omvatten. Met name in Polen en Tsjechoslowakije behoorden in het Interbellum tot 40% van de staatsburgers bij andere naties dan die van de nationale staat waarin zij woonden. De daaruit voortvloeiende instabiliteit droeg bij tot de Tweede Wereldoorlog die in de regelingen van Potsdam (1945), omwille van een blijvende vrede, werd opgelost met een massale zuivering van die bevolkingsgroepen welke niet pasten bij het nationale karakter van de betrokken staten. Nog steeds streven halve, althans zwakke natiestaten naar een versterking van het nationale verband met een assimilatiepolitiek ten aanzien van hun minderheden. En andersom streven die minderheden naar autonomie in de gebieden waar dat democratische legitimatie kan krijgen omdat zij er de meerderheid vormen, zoals in Spanje de Catalanen. Een dergelijke strijd leidt in Europa tot politieke spanningen en is alleen in Italië bevredigend opgelost in de toekenning van verregaande bestuurlijke autonomie aan Zuid-Tirol.

### Geen natiestaat?
Veel landen op de wereld voldoen niet aan de strikte definitie-eisen om een natiestaat te zijn; China of Rusland bijvoorbeeld hebben vele minderheden binnen hun grenzen wonen die zeer verschillen van het in die landen dominante 'staatsvolk'. Niettemin streven ook die staten naar een dominante nationale cultuur, zoals blijkt uit hun assimilatiepolitiek en in China ook uit een interne kolonisatie van niet-Chinese provincies.
Dichterbij zijn er de spanningen in België waar drie, met verschillende nationaliteiten verbonden, culturen en talen (Nederlands, Frans en Duits) in één staat functioneren. Die spanningen worden voorlopig gereguleerd met een federalisering waarin de eenheidstaat is opgelost in autonome gebieden (pseudo-natiestaten) elk met zijn eigen dominerende taal en cultuur. Zwitserland wordt als voorbeeld par excellence aangehaald voor het bewijs dat een moderne staat geen natiestaat hoeft te zijn. In dit geval moet niet vergeten worden dat de kantonnale autonomie dan wel een voorwaarde daartoe is. En dat deze autonomie zo krachtig is dat zij een bestuurlijke scheiding op basis van taal teweeg kon brengen in de afsplitsing van een nieuw Franstalig kanton Jura van een bestaand dominant Duitstalig kanton Bern.
Moderne spanningen groeien recentelijk ook in natiestaten welke lange tijd nationaal betrekkelijk homogeen waren maar waarbinnen dat dominante nationale karakter ten gevolge van immigratie, internationalisering en globalisering onder druk komt te staan door de toevloed van mensen die behoren tot andere nationaliteiten.